# Épagny (Aisne)
Épagny település Franciaországban, Aisne megyében. Lakosainak száma 339 fő (2022. január 1.). Épagny Bagneux, Bieuxy, Crécy-au-Mont, Guny, Pont-Saint-Mard, Tartiers, Trosly-Loire és Vézaponin községekkel határos.

## Népesség
A település népessége az elmúlt években az alábbi módon változott:
| Lakosok száma | 253  | 269  | 339  | 321  | 333  | 334  | 340  | 342  | 343  | 339  |
|               | 1968 | 1982 | 1990 | 2006 | 2013 | 2015 | 2017 | 2019 | 2020 | 2022 |